# Pietra Gay
Pietra Luan Gay (San Fernando, 21 agosto 1974) è un'ex cestista trinidadiana, professionista nella WNBA.

## Carriera
Con Trinidad e Tobago ha disputato due edizioni dei Campionati centramericani (2008, 2012).